# 妙見山 (養父市・香美町)
妙見山（みょうけんさん）は、兵庫県養父市と香美町との境界に聳える山である。但馬妙見山とも。氷ノ山後山那岐山国定公園に属する。但馬中央山脈の南端に位置し、矢田川、日置川の分水嶺をなしている。兵庫50山の一つである。

## 概要
古くは「石原山」といわれ、現在の山名は山麓にある日本三妙見の随一といわれた、日光院の妙見大菩薩（但馬妙見）に由来する。この日光院の建築物は明治の廃仏毀釈によって名草神社とされ、山麓の末寺成就院を吸収合併し但馬妙見日光院が引き継がれた。

## 地質
1000万年以上以前の褶曲によって作られたとされる。今日でも断層では、多くの海洋生物の化石を多く見ることができる。

## 登山
蘇武岳から金山峠を経て妙見山に至る縦走路は加藤文太郎や植村直己が歩いたコースで、またザゼンソウの大群落があることでも知られ、登山者の間で人気が高い。自家用車やタクシーを使う場合は妙見山キャンプ場から徒歩1時間15分程度、全但バス終点の石原バス停からは、頂上まで3時間近くかかる。多くの登山者は金山峠や名草神社を経るルートを採用している。冬季は積雪量が多く登山にも注意が必要である。

## 画像

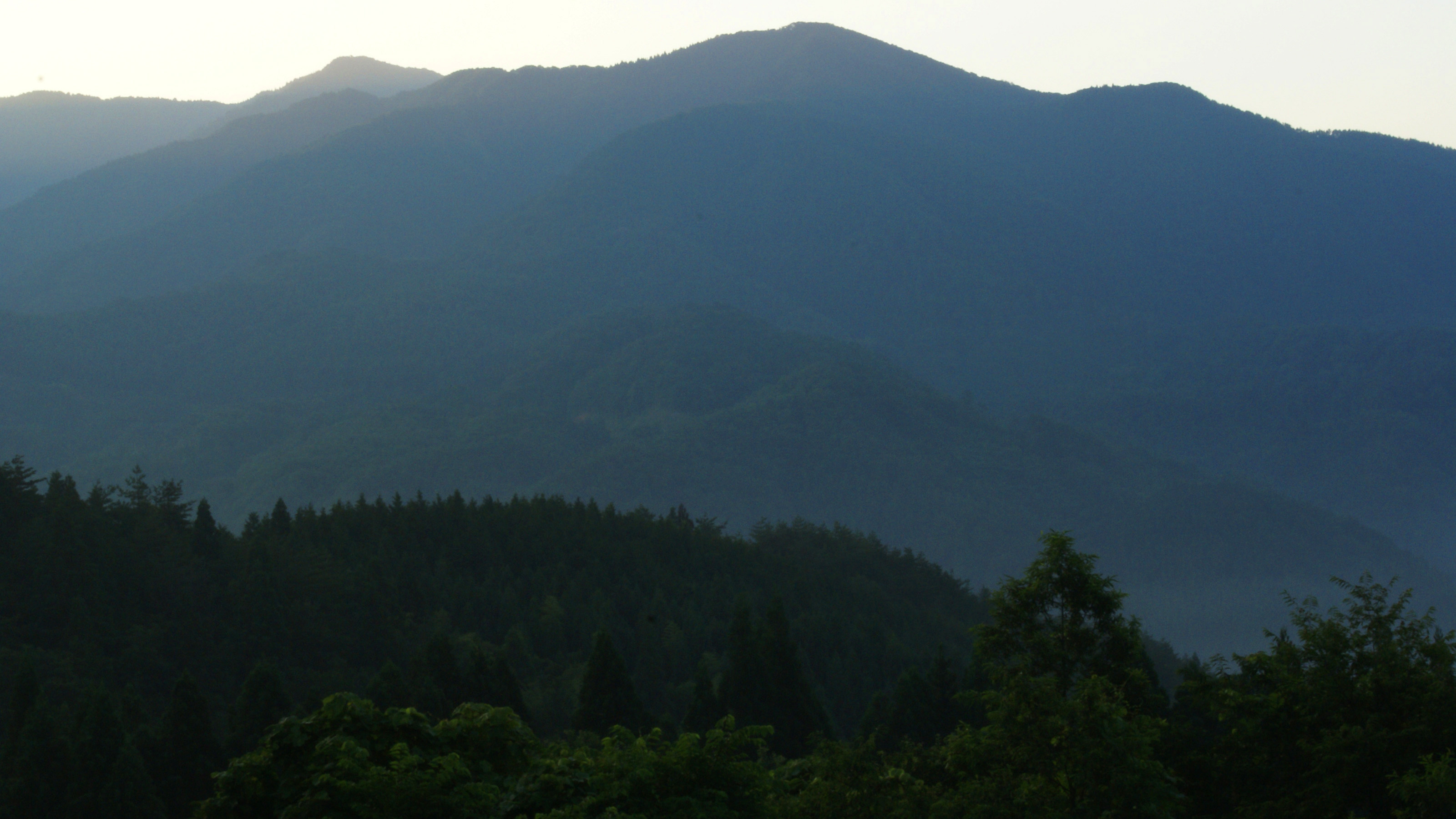
西北西から妙見山を望む、山頂は左端の際
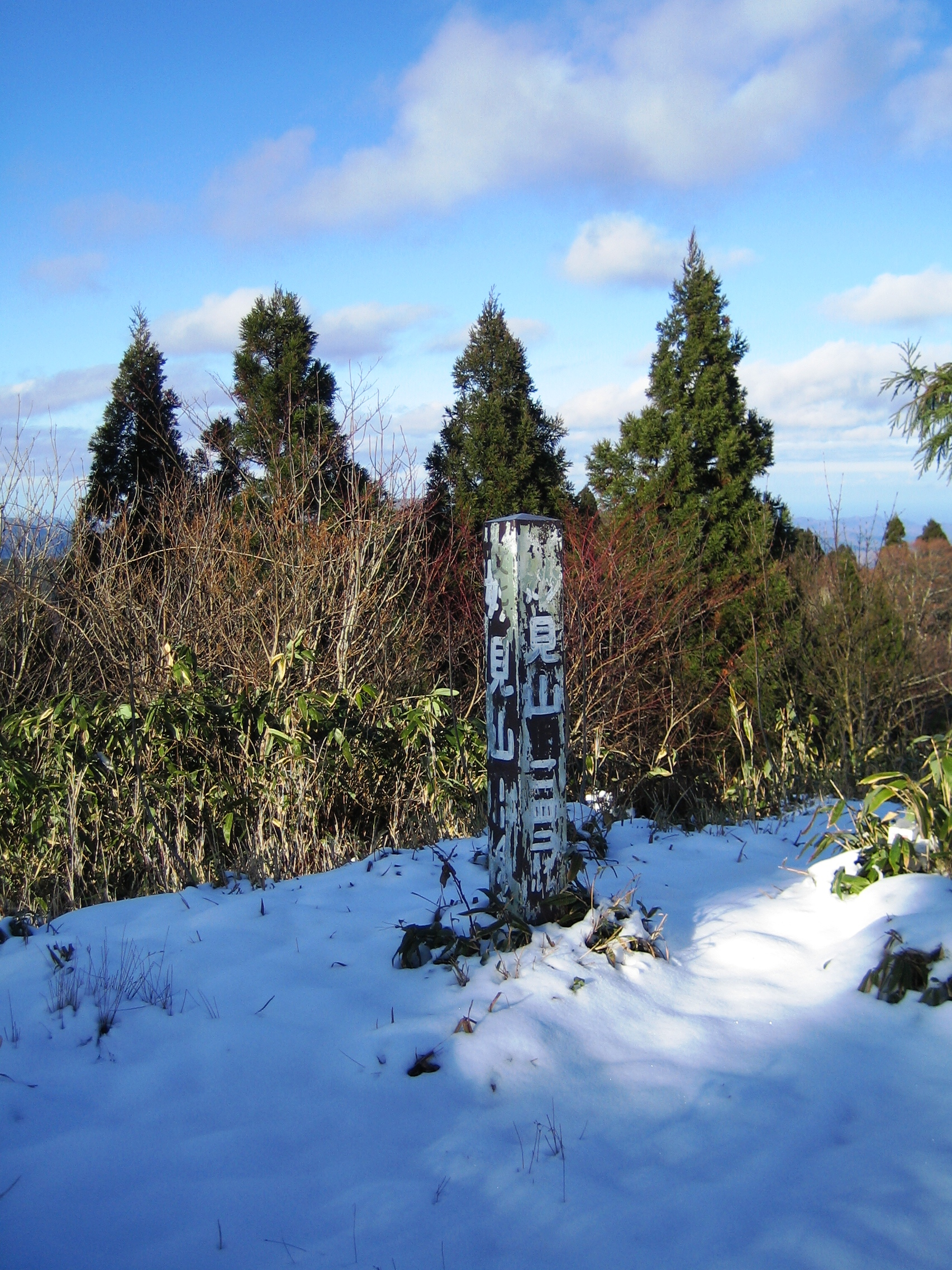
山頂標 2008年
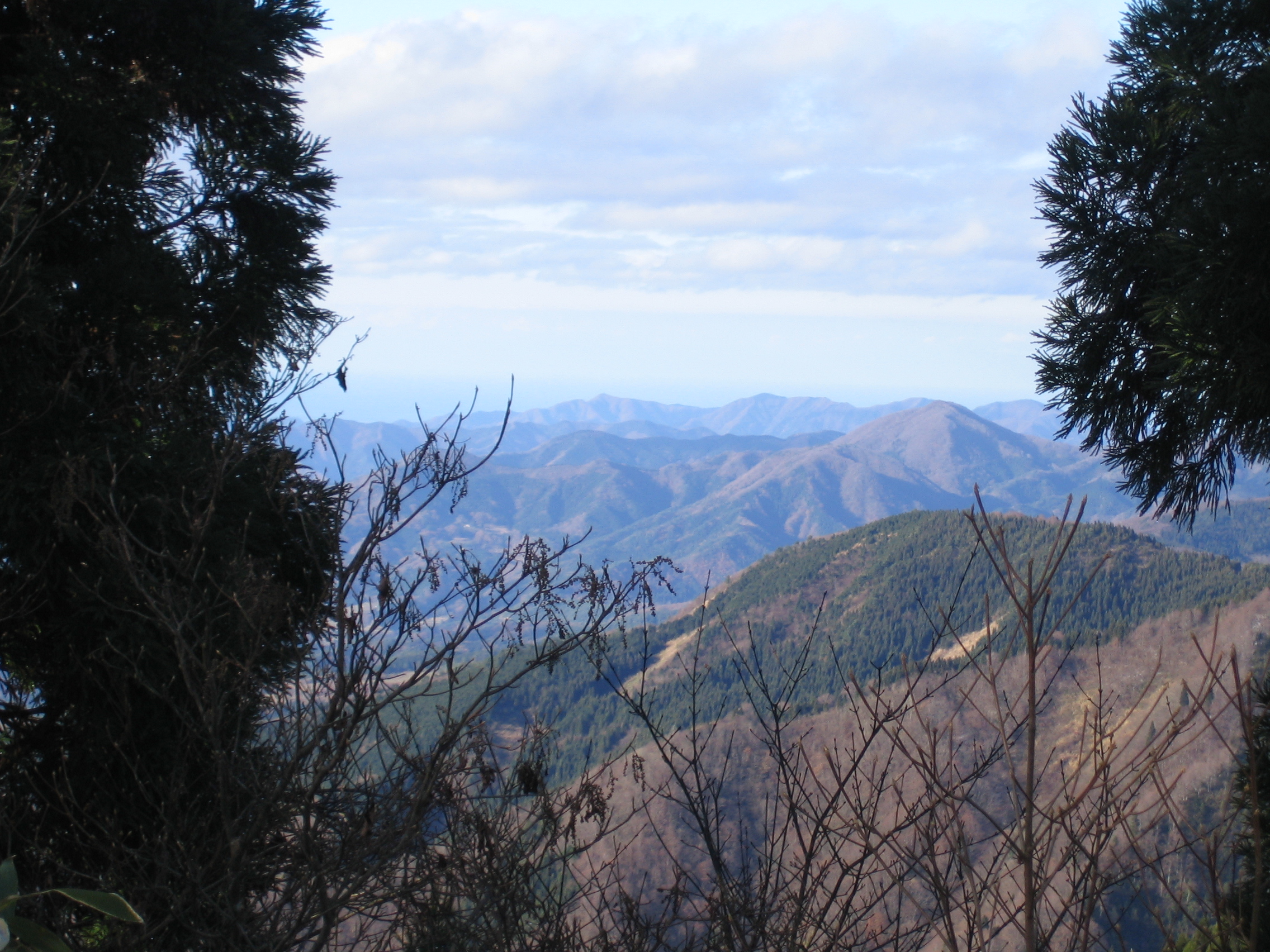
山頂から北北西を望む
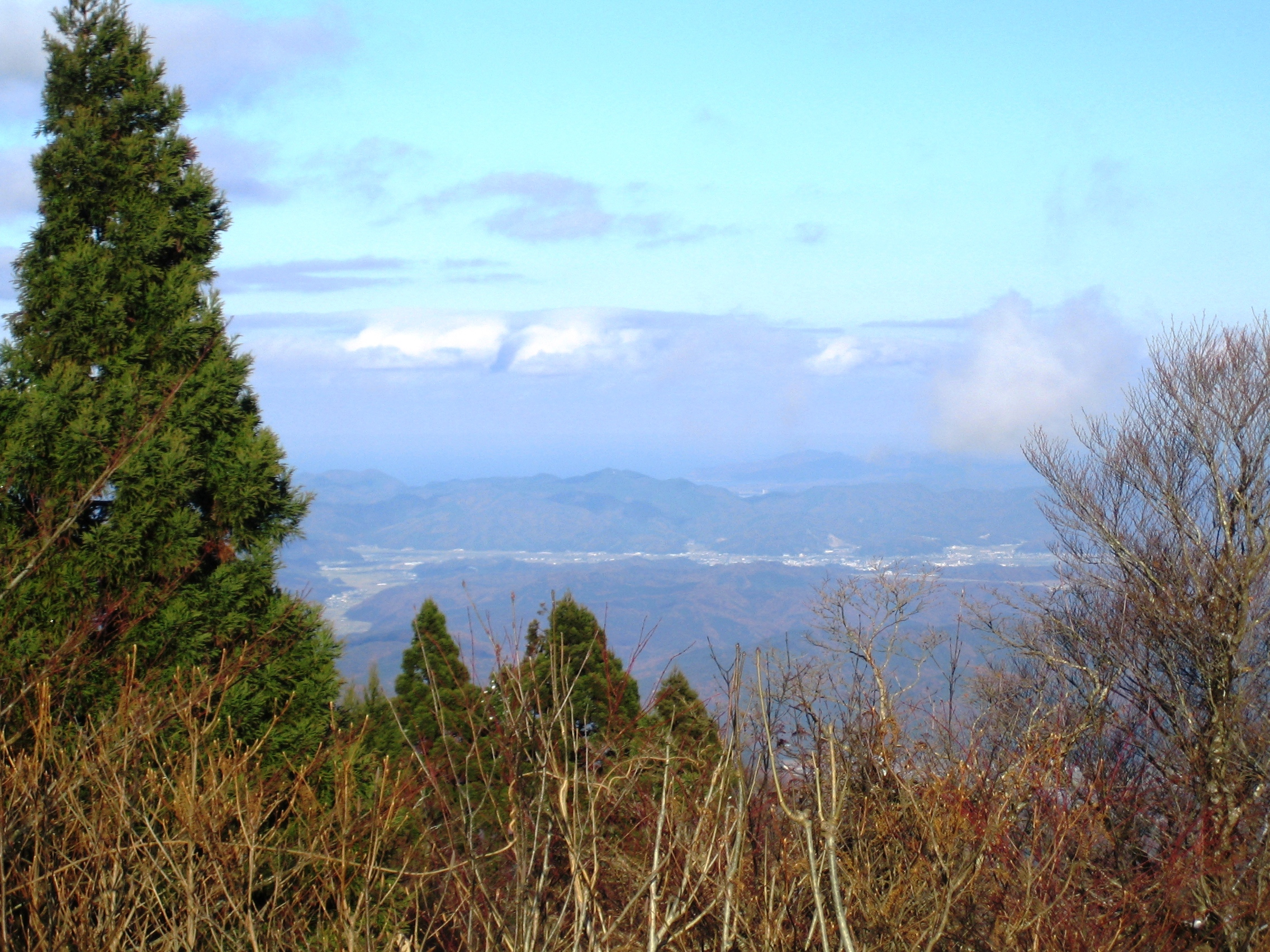
山頂から北東を望む
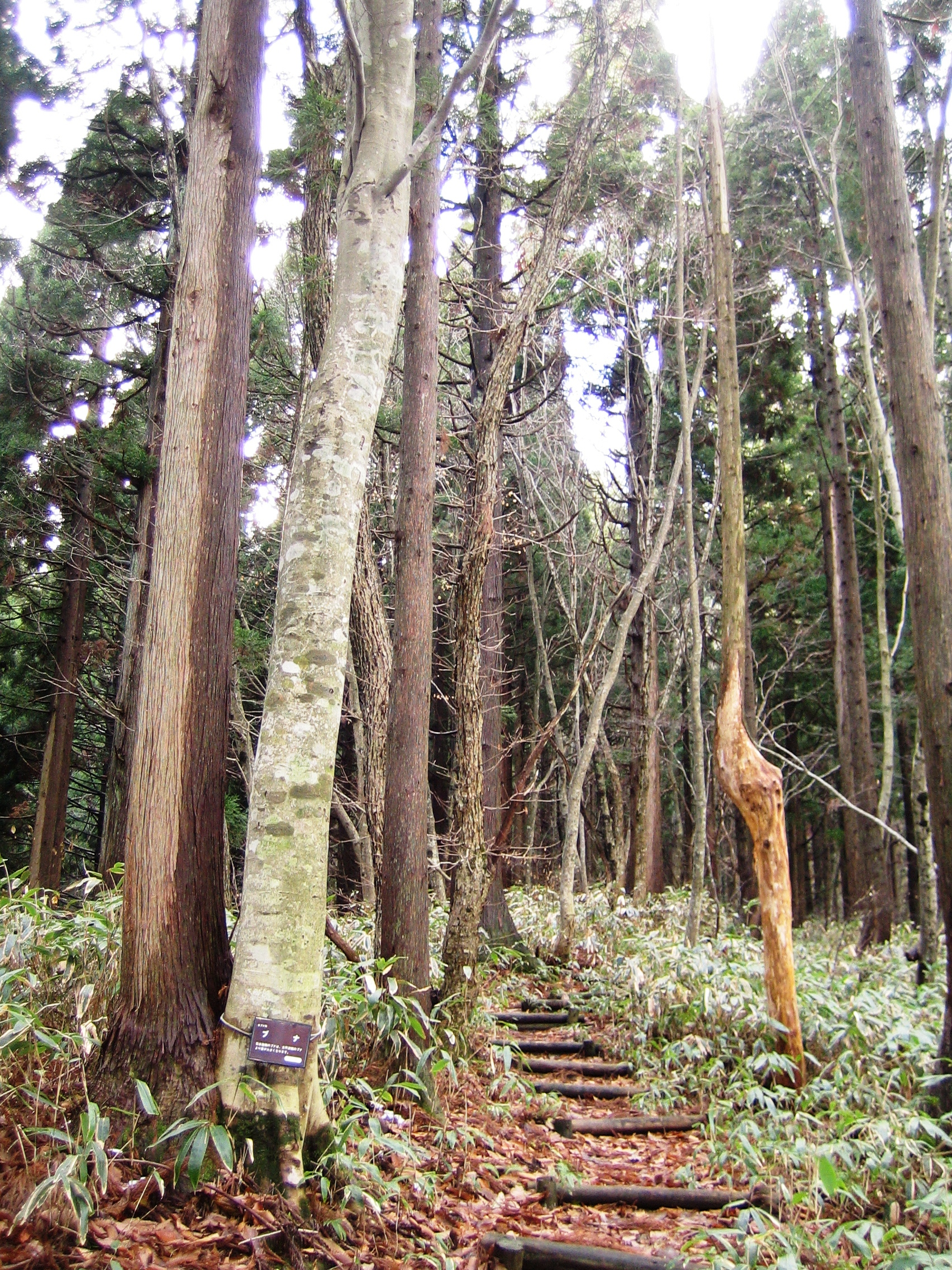
ブナの混じる山林
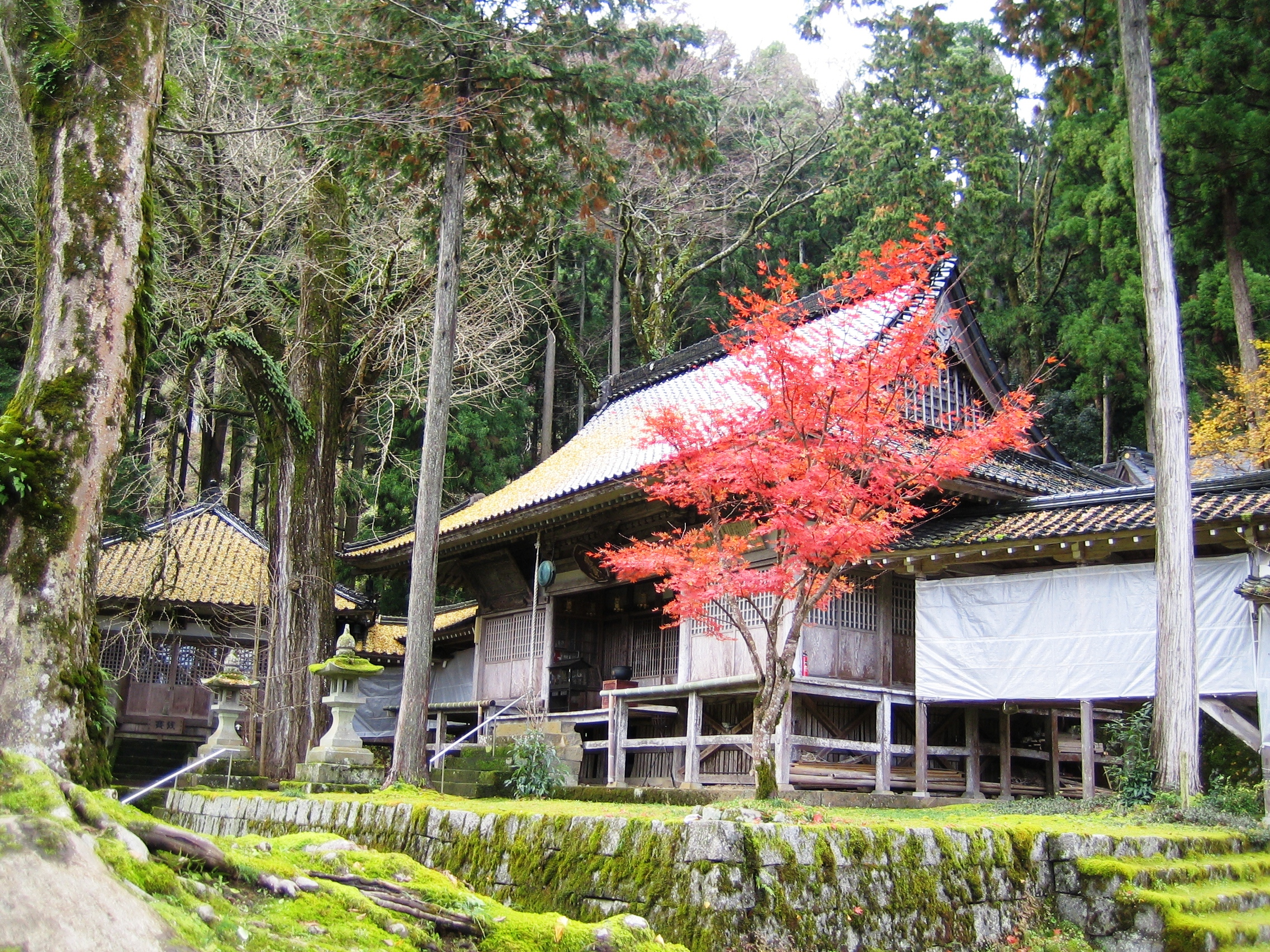
東麓にある日光院 日本三妙見の一つ